# Bukowa Śląska
Bukowa Śląska (w latach 1945-46 Buchołów, do 1945 r. Buchelsdorf) – wieś w Polsce położona w województwie opolskim, w powiecie namysłowskim, w gminie Namysłów.
W latach 1954–1961 wieś należała i była siedzibą władz gromady Bukowa Śląska, po jej zniesieniu w gromadzie Kamienna.

## Nazwa
W alfabetycznym spisie miejscowości na terenie Śląska wydanym w 1830 roku we Wrocławiu przez Johanna Kniego miejscowość występuje pod polską nazwą Bucholow oraz nazwą niemiecką Buchelsdorf. Obecna nazwa została administracyjnie zatwierdzona 12 listopada 1946.

## Zabytki
Do wojewódzkiego rejestru zabytków wpisane są:
- kościół św. Jakuba Starszego (filia parafii Woskowice Małe) - 1786, 1869
- park - XIX w. (pozostałość dawnego założenia pałacowo-parkowego).

Wybudowany w latach 1585-88 z fundacji Achacego von Naefe pałac rozebrany został w roku 1957. Do dziś zachowały się fragmenty piwnic.
Pochodząca z 1784 r. figura św. Jana Nepomucena, liczne kapliczki przydrożne oraz budynek dworca kolejowego, powstały około roku 1912.
Do roku 1950 na współczesnym cmentarzu komunalnym znajdował się wybudowany w latach 1928-29 kościółek ewangelicki, organizacyjnie podległy parafii w Kowalowicach.

## Znane osoby związane z miejscowością
- Tadeusz Szymków - aktor, pochodził z tej miejscowości[10].